# 萍乡州
萍乡州，元朝时设置的州。
元贞元年（1295年）升萍乡县为州，治所在今江西省萍乡市。属袁州路。辖境相当今江西省萍乡市地。明朝洪武二年（1369年）降为萍乡县。 